# Hexatoma (Eriocera) pieli
Hexatoma (Eriocera) pieli is een tweevleugelige uit de familie steltmuggen (Limoniidae). De soort komt voor in het Palearctisch gebied.